# 竹之内静雄
竹之内 静雄（たけのうち しずお、1913年11月25日 - 1997年12月19日）は、日本の小説家、筑摩書房社長。
静岡県生まれ。旧姓・桑原。1932年第三高等学校に入学、野間宏、富士正晴と、竹内勝太郎に師事して雑誌『三人』を刊行する。大学では吉川幸次郎に師事、1940年京都帝国大学文学部哲学科卒、河出書房に入社する。のち筑摩書房に移り、戦時中は海軍に応召した。1950年「ロッダム号の船長」で芥川賞候補となる。1966年から1972年まで古田晁の後を受けて筑摩書房2代目社長を務めた。

## 著書
- 『大司馬大将軍 霍光』中央公論社、1975年
- 『先師先人』新潮社、1982年／講談社文芸文庫、1992年
- 『先知先哲』新潮社、1992年／講談社文芸文庫、1995年

- 「ロッダム号の船長」は、以下に収録
  - 『全集現代文学の発見　別巻　孤独のたたかい』学芸書林、1969年
  - 『戦後占領期短篇小説コレクション4　1949年』藤原書店、2007年

## 参考
- 『近代日本文学大辞典』講談社、1984年